# Liste des cardinaux créés par Jules III
Le pape Jules III (1550-1555) a créé 20 cardinaux dans 4 consistoires.

## 30 mai1550
- Innocenzo Ciocchi del Monte, neveu adoptif du pape

## 12 octobre1551
- Györgi Martinuzzi, O.S.P.P.E., évêque de Nagy Várad

## 20 novembre1551
- Cristoforo Guidalotti Ciocchi del Monte, cousin du pape, évêque de Marseille
- Fulvio Giulio della Corgna, O.S.Io.Hieros., évêque de Pérouse
- Giovanni Michele Saraceni, archevêque de Matera, gouverneur de Rome, vice-camerlingue de la Sainte-Église
- Giovanni Ricci, évêque de Chiusi
- Giovanni Andrea Mercurio, archevêque de Messine
- Giacomo Puteo, archevêque de Bari
- Alessandro Campeggio, évêque de Bologne
- Pietro Bertani, O.P., évêque de Fano
- Fabio Mignanelli, évêque de Grosseto
- Giovanni Poggio, évêque de  Tropea
- Giovanni Battista Cicala, évêque d'Albenga
- Girolamo Dandini, évêque d'Imola
- Luigi Cornaro, grand commendateur de Chypre
- Sebastiano Antonio Pighini, archevêque de Manfredonia

## 22 décembre1553
- Pietro Tagliavia d'Aragonia, archevêque de Palerme
- Louis I de Guise de Lorraine, évêque d'Albi
- Roberto de' Nobili, petit-neveu du pape, clerc d'Arezzo
- Girolamo Simoncelli, petit-neveu du pape, clerc d'Orvieto